# پیرایشگر
آران‌ای‌ها پس از رونویسی، به کمک آنزیمهای دیگری فرآوری می‌شوند و سرانجام آران‌ایی را پدیدمی‌آورند که در ساخت پروتئین در فرایند رمزخوانی به کار برده می‌شوند. برای نمونه، در یوکاریوت‌ها یک دُم چندآدنینی در فرایند چندآدنینی‌شدن و در فرایندی دیگر یک کلاهک '۵ به آنها افزوده می‌شوند. همچنین پدیدهٔ دیگری در فرآوری آران‌ای رخ می‌دهد که به آن پیرایش آران‌ای می‌گویند. در این فرایند، اینترون‌ها به کمک آنزیم پیرایشگر از میان برداشته می‌شوند.